# Infiniti Pro Series 2004
Le championnat d'Infiniti Pro Series 2004 a été remporté par le pilote brésilien Thiago Medeiros sur une monoplace de l'écurie Sam Schmidt Motorsports.

## Règlement
- Tous les pilotes sur Dallara-Infiniti

## Courses de la saison 2004
| Date         | Lieu         | Vainqueur       | Nationalité | Écurie           |
| ------------ | ------------ | --------------- | ----------- | ---------------- |
| 29 février   | Miami        | Phil Giebler    | États-Unis  | Keith Duesenberg |
| 20 mars      | Phoenix      | Thiago Medeiros | Brésil      | Sam Schmidt      |
| 22 mai       | Indianapolis | Thiago Medeiros | Brésil      | Sam Schmidt      |
| 3 juillet    | Kansas       | Thiago Medeiros | Brésil      | Sam Schmidt      |
| 17 juillet   | Nashville    | Thiago Medeiros | Brésil      | Sam Schmidt      |
| 25 juillet   | Milwaukee    | Paul Dana       | États-Unis  | Hemelgarn        |
| 1er août     | Michigan     | P.J. Chesson    | États-Unis  | Mo Nunn Racing   |
| 14 août      | Kentucky     | P.J. Chesson    | États-Unis  | Mo Nunn Racing   |
| 22 août      | Pikes Peak   | P.J. Chesson    | États-Unis  | Mo Nunn Racing   |
| 11 septembre | Chicagoland  | Thiago Medeiros | Brésil      | Sam Schmidt      |
| 2 octobre    | Fontana      | James Chesson   | États-Unis  | Mo Nunn Racing   |
| 16 octobre   | Fort Worth   | Thiago Medeiros | Brésil      | Sam Schmidt      |

## Classement des pilotes
| Classement | Pilote              | Pays       | Écurie                               | Nombre de points |
| ---------- | ------------------- | ---------- | ------------------------------------ | ---------------- |
| 1er        | Thiago Medeiros     | Brésil     | Sam Schmidt                          | 513              |
| 2e         | Paul Dana           | États-Unis | Hemelgarn                            | 379              |
| 3e         | Arie Luyendyk Jr.   | Pays-Bas   | Sam Schmidt AFS Racing               | 330              |
| 4e         | P.J. Chesson        | États-Unis | Mo Nunn Racing                       | 317              |
| 5e         | Leonardo Maia       | Brésil     | Brian Stewart Racing                 | 292              |
| 6e         | Jesse Mason         | Canada     | Brian Stewart Racing                 | 283              |
| 7e         | Rolando Quintanilla | Mexique    | Roquin Motorsports                   | 264              |
| 8e         | Al Unser III        | États-Unis | Keith Duesenberg                     | 252              |
| 9e         | Phil Giebler        | États-Unis | Keith Duesenberg                     | 215              |
| 10e        | Billy Roe           | États-Unis | Kenn Hardley Racing                  | 164              |
| 11e        | Brad Pollard        | États-Unis | Kenn Hardley Racing Sam Schmidt      | 152              |
| 12e        | Jeff Simmons (en)   | États-Unis | Foyt Enterprises Kenn Hardley Racing | 150              |
| 13e        | Gary Peterson       | États-Unis | AFS Racing                           | 112              |
| 14e        | James Chesson       | États-Unis | Mo Nunn Racing                       | 95               |
| 15e        | Travis Gregg        | États-Unis | Sam Schmidt                          | 89               |
| 16e        | Matt Beardsley      | États-Unis | Beardsley Roquin Motorsports         | 88               |
| 17e        | Marty Roth          | Canada     | Roth Racing                          | 79               |
| 18e        | Jon Herb            | États-Unis | Racing Professionals                 | 67               |
| 19e        | Taylor Fletcher     | États-Unis | Bullet-Team Motorsports              | 52               |
| 20e        | P.J. Abbott         | États-Unis | Sam Schmidt Keith Duesenberg         | 48               |
| 21e        | Cory Witherill      | États-Unis | Hemelgarn                            | 41               |
| 22e        | Scott Mayer         | États-Unis | Sam Schmidt                          | 38               |
| 23e        | Tony Turco          | États-Unis | Brian Stewart Racing                 | 32               |
| 23e        | Jay Drake           | États-Unis | AFS Racing                           | 32               |
| 25e        | Ross Fonferko       | États-Unis | Keith Duesenberg                     | 26               |
| 26e        | Shinji Kashima      | Japon      | Sam Schmidt                          | 17               |
| 27e        | Ryan Hampton        | États-Unis | Brian Stewart Racing                 | 16               |